# Quiksilver
Quiksilver je původně australská značka stejnojmenného výrobce sportovního oblečení se zaměřením zejména na surfing, windsurfing, skate, snowboard a další, hlavně boardové sporty. Sídlo společnosti je v Huntington Beach v Kalifornii.
Firma byla založena roku 1970 dvěma společníky: Alanem Greenem a Johnem Law ve městě Torquay v australském státě Victoria.
Společnost má své pobočky na všech světadílech. Mimo značky Quiksilver prodává také značku Roxy, která je určena speciálně pro ženy.